# 木下巌
木下 巌（きのした いわお、弘化3年（1846年） - 慶応4年8月21日（1868年10月6日））は、新選組隊士。伍長、什長。木下弥三郎と同一人物ともいわれる。
阿波国徳島出身（山城国出身との説もあり）。元治元年（1864年）、新選組に入隊。慶応2年（1866年）9月の三条制札事件に出動し、戊辰戦争では鳥羽・伏見の戦い、甲州勝沼の戦いを経て、母成峠の戦いで戦死した。享年23。